# Vlag van Barcelona (Spanje)

Vlag van Barcelona

De vlag van Barcelona werd in 2004 vastgesteld als de gemeentelijke vlag van de Spaanse stad Barcelona, die het kruis van Sint-Joris, de beschermheilige van Catalonië, combineert met de traditionele rode en gele banen van de Senyera, het oude symbool van de Kroon van Aragón (hier zijn de banen verticaal, hoewel de moderne vlag van Catalonië horizontale banen heeft).
De vlag in zijn huidige vorm is officieel sinds 2004, hoewel hij (of variaties erop) mogelijk al sinds de negentiende eeuw in gebruik is. De vlag werd voor het eerst officieel aangenomen in mei 1906, maar het gebruik ervan was niet toegestaan tijdens het bewind van Francisco Franco; een iets andere versie van de vlag, met fellere kleuren en een andere configuratie van rode balken, werd opnieuw aangenomen in 1984.
In 1996, na een aantal verschillende voorstellen, nam de gemeenteraad van Barcelona een nieuwe vlag aan, met het officiële logo van de stad (met daarin het kruis van Sint Joris) over de verticale Catalaanse banen. De vlag kreeg enige politieke steun, maar werd tegengewerkt door enkele historische en vexillologische groeperingen, die er campagne tegen voerden.
In 2004 "recupereerde" het stadsbestuur echter de vlagwetgeving van 1906 en herstelde het oorspronkelijke ontwerp. Zowel de traditionele (1906) als de moderne (1996) ontwerpen zijn tegenwoordig te zien in de stad, hoewel de Catalaanse Vexillologie Associatie (Catalaans: Associació Catalana de Vexil-lologia) campagne blijft voeren tegen het gebruik van de laatste.

## Galerij

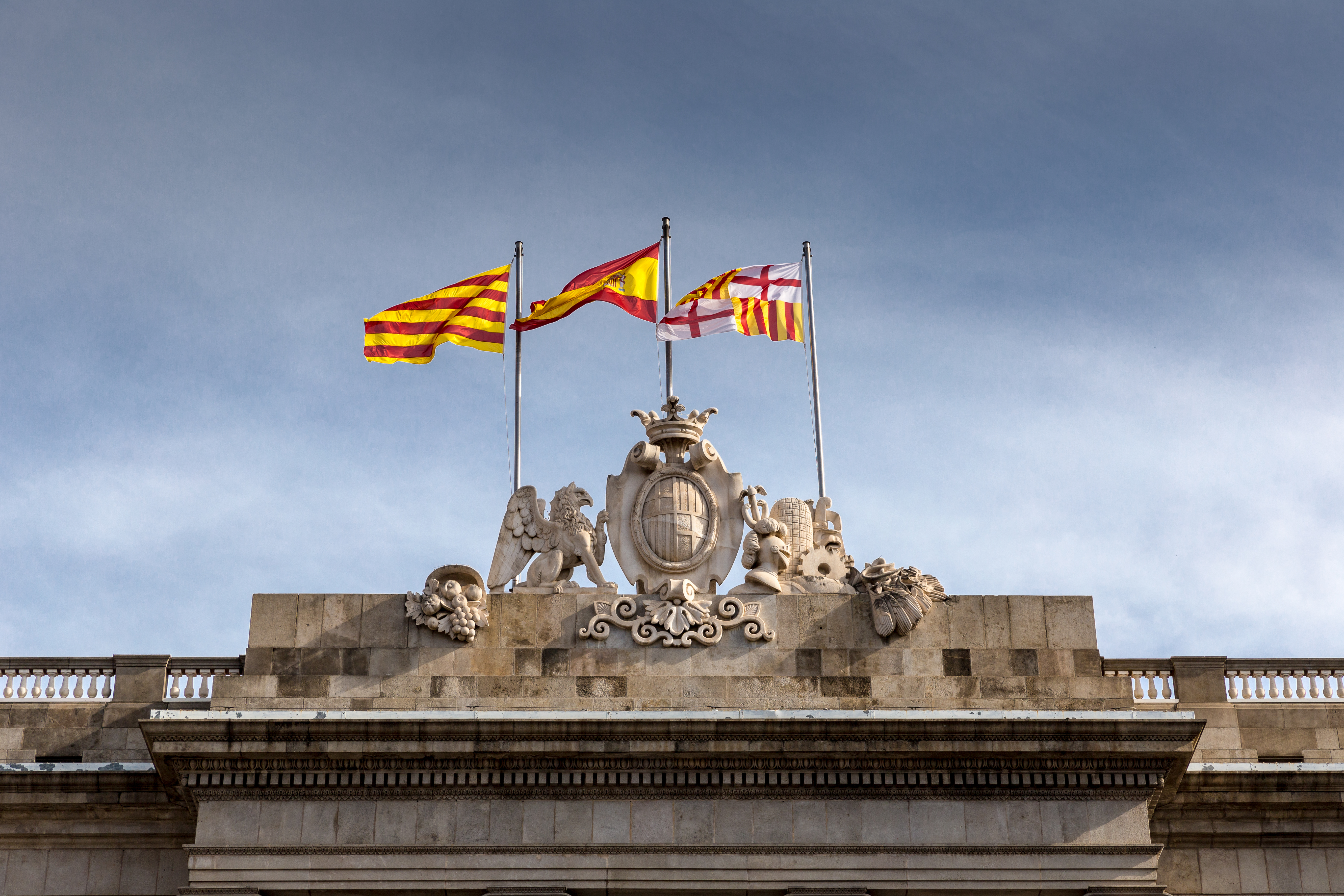
Vlaggen van Catalonië, Spanje en Barcelona op het stadhuis van Barcelona
Het wapen van Barcelona
Voorgaande vlag (1996-2004)